# Mount Cronin
Der Mount Cronin ist ein 2396 m hoher Berg in der Babine Range der Skeena Mountains im Norden der kanadischen Provinz British Columbia. Er liegt an der Quelle des Cronin Creek im Babine Mountains Provincial Park, nordöstlich von Smithers. Mit einer Schartenhöhe von 1571 m, gemessen am Harold Price-Fulton Pass, gehört er zu den prominentesten Bergen des Landes. Der nächsthöhere Berg ist der Mount Thomlinson (2451 m). Der Berg wurde nach James Cronin benannt, im 19. Jahrhundert der Betreiber einer Mine in diesem Berg.